# خاژاک درامپیان
خاژاک آندرانیکی درامپیان (ارمنی: Խաժակ Անդրանիկի Դրամփյան؛ ؛ زادهٔ ۱ ژانویهٔ ۱۹۲۳ - درگذشته ۱۷ ژانویهٔ ۲۰۱۶) یک سیاستمدار اهل ارمنستان بود که از تاریخ ۱۹۷۸ تا تاریخ ۱۹۸۸ سمت وزیر ارتباطات ارمنستان شوروی را برعهده داشت.

## زندگی‌نامه
در ۱ ژانویهٔ ۱۹۲۳ در روستای نالبندیان به دنیا آمد و از دانشگاه دولتی ایروان فارغ‌التحصیل شد. وی همچنین برنده نشان انقلاب اکتبر، نشان جنگ میهنی درجه دو، نشان پرچم سرخ کار، نشان برجسته افتخار، مدال آندرانیک اوزانیان و مدال مارشال باقرامیان شده است. وی در ۱۷ ژانویهٔ ۲۰۱۶ در سن ۹۳ سالگی در ایروان درگذشت.

## یادداشت
1. ↑  ՀԽՍՀ ավտոմոբիլային տրանսպորտի նախարար